# Yeshivá
Yeshivá (do hebraico ישיבה, "assento (subst.)" pl. yeshivot, em português: Jessibá), são as instituições que incidem sobre o estudo de textos religiosos tradicionais, principalmente o Talmud e a Torá. O estudo geralmente é feito através de shiurim diária (palestras ou aulas) e em pares de estudo chamados chavrutas (aramaico para "amizade" ou "companhia"). O estilo de aprendizagem Chavruta é uma das características únicas da yeshiva.
Nos Estados Unidos e Israel, os diferentes níveis de ensino yeshiva têm nomes diferentes. Nos Estados Unidos, os alunos da escola primária estão matriculados em uma yeshiva, pós-Bar Mitzvah — estudantes de idade ginasial em um mesivta, e estudantes de nível de graduação estudam em um Beit midrash ou gedola yeshiva (em hebraico:  ישיבה גדולה , lit. "grande yeshiva" ou "grande yeshiva"). Em Israel, os alunos da escola primária estão matriculados em uma Talmud Toráou cheder, pós-bar mitzvah em um Ketana yeshiva (em hebraico:  ישיבה קטנה, lit. "pequena yeshiva"), e em nível superior estudam em uma yeshiva gedola.
As yeshivot geralmente são instituições judaicas ortodoxas, e geralmente abrigam rapazes ou homens. A instituição equivalente para mulheres é a midrashá, embora o termo yeshivá possa ser usado também para uma instituição.
Uma yeshivá com um enfoque para estudo independente e que fornece sustento para estudantes do sexo masculino casados é conhecida como kolel.